# Fernand Terby
Fernand Terby (Brussel, 13 april 1928 – 30 september 2004) was een Belgisch dirigent, muziekpedagoog en cellist.

## Levensloop
Terby studeerde notenleer, cello en kamermuziek aan het Koninklijk Conservatorium te Brussel. Hij behaalde een eerste prijs voor cello in 1948 en twee jaar later voor kamermuziek. In 1950 won hij ook de Prijs Henri Van Cutsem voor cello.
Als cellist gaf hij recitals in binnen- en buitenland, onder meer in Parijs, Kopenhagen, Luxemburg, Amsterdam, Den Haag (uitwisselingsconcert) en Antwerpen. In het ensemble Pro Musica Antiqua speelde hij tenorvedel. met dat ensemble toerde hij door België, Frankrijk, Duitsland, Italië, Zwitserland en de Verenigde Staten.
In 1953 won hij de dirigentenwedstrijd van de Koninklijke Muntschouwburg in Brussel, waardoor hij de leiding kreeg over het orkest van het Alhambratheater. Vanaf 1956 leidde hij het omroeporkest van de openbare omroep. In 1963 werd hij dirigent van het Variété- en Festival-orkest van de omroep. Drie jaar later werd hij eerste dirigent van de BRT en in 1978 werd hij de permanente chef-dirigent van het BRT-Filharmonisch Orkest. Maar hij was ook bezig als dirigent in de amateuristische muziekbeoefening. Zo was hij dirigent van de Koninklijke Harmonie "Sinte Cecilia" 1807, Halle van 1959 tot 1979,
Zijn repertoire was bijzonder groot en gevarieerd, van hoogwaardig klassiek over operette en musical tot jazz en ontspanningsmuziek. In de jaren zeventig was hij leraar orkestdirectie aan het Koninklijk Vlaams Conservatorium van Antwerpen (1972-1980). 
Hij maakte heel wat radio- en tv-opnames van Vlaamse componisten als Frits Celis, Marc Matthys, Lodewijk Mortelmans, Ernest van der Eyken, Theo Van Doren en Jef Van Hoof.